# Фомин, Руслан Николаевич
Русла́н Никола́евич Фоми́н (укр. Руслан Миколайович Фомін; род. 2 марта 1986[…], Русская Лозовая, Харьковская область) — украинский футболист, нападающий.

## Карьера

### Клубная
Родился в селе Русская Лозовая, Дергачевского района. В 10 лет вместе с друзьями начал заниматься в футбольной секции. Первым тренером в детской футбольной школе был Игорь Петренчук. В футбольной школе начинал с позиции защитника и постепенно добрался до нападения. Воспитанник ДЮФК «Арсенал» из города Харьков.
В профессиональном футболе Фомин дебютировал в 16 лет. Первый гол Руслан забил в матче с ивано-франковским «Спартаком». Вскоре нападающего «Арсенала» пригласили выступать в юношескую сборною Украины. Его хотел видеть в составе донецкий «Металлург», но Руслан сделал выбор в пользу «Шахтёра», с которым подписал контракт на 5 лет.
В чемпионате Украины провёл 117 игр, забил 21 мяч. За «Шахтер» сыграл в 12 поединках, в которых провёл 2 гола. Свой первый гол за «Шахтер» в высшей лиге чемпионата Украины забил в ворота харьковского «Металлиста» 20 августа 2005, второй гол состоялся более, чем через 4 года: 12 декабря 2009 года в матче с мариупольским «Ильичевцем». Долгое время находился в аренде в харьковском «Металлисте», в составе которого отыграл 56 матчей в высшей лиге, забив 12 голов. В Кубке Украины — 8 игр, 5 голов (за «Шахтёр» — 5 игр, 3 гола). В еврокубках провёл 3 игры за «Шахтёр» и 5 за «Металлист».
21 июня 2014 года заключил двухлетний контракт с одесским «Черноморцем». За одесситов футболист выступал под 19-м номером. В июне 2015 года подписал контракт с казахстанским клубом «Атырау», который покинул по завершении сезона.
В феврале 2016 года стал игроком греческого клуба «Аполлон Смирнис», подписав контракт до конца сезона. В сентябре 2016 года заключил контракт с мариупольским «Ильичёвцем», заключив годичное соглашение с клубом. Вместе с командой стал победителем Первой лиги, что позволило мариупольцам вернутся в чемпионат Украины. В январе 2018 года отправился на сборы в Турцию вместе с донецким «Шахтёром». 2 февраля 2018 года заключил контракт с «горняками».
В июле 2018 года вновь стал игроком «Мариуполя». Покинул команду спустя два года, в июле 2020 года.
В августе 2020 года присоединился к новосозданному клубу «Металл», который в июне следующего года был переименован на «Металлист»..

### В сборной
За юношескую сборную Украины провёл 9 игр, забил 5 голов.

## Достижения
- Чемпион Украины (2): 2005/06, 2009/10
- Серебряный призёр чемпионата Украины: 2008/09
- Бронзовый призёр чемпионата Украины (2): 2006/07, 2007/08
- Победитель Первой лиги Украины: 2016/17
- Серебряный призёр Первой лиги Украины: 2004/05
- Серебряный призёр чемпионата Европы среди молодёжных сборных: 2006